# تولید کشمیره در افغانستان

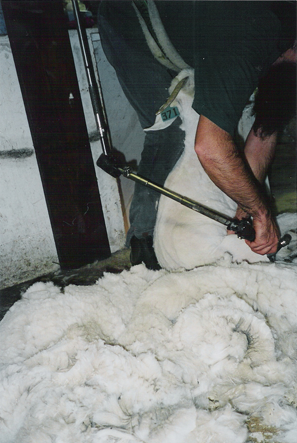
بز اولین تولیدکننده کشمیره می‌باشد

کشمیره (انگلیسی Cashmere): نوع الیاف است که در برابر سردی مقاومت زیاد دارد. این الیاف در وجود حیوانات که در مناطق سرد زندگی می‌کنند برنگ سفید وبمقدار زیاد دیده می‌شود. در افغانستان این الیاف در وجود بز برنگ‌های مختلف تولید می‌شود. که به نام کرک یاد می‌شود. با تو جه دولت امریکا(USAID) کمپنی فایبر بریتانیائی و کمپنی تریتکس  بلژیکی مبلغ ۴ میلون دالر را غرض پروسس کشمیره سرمایه‌گذاری نموده‌اند. این دو کمپنی   فابریکه پروسس کشمیره را به ارزش۲٫۷ میلون دالر  در شهر هرات احداث نموده‌است. از سالیان متمادی پشم یکی از اقلام عمده صادرات افغانستان است. در زمینه فابریکه در کابل وجود دارد بنام فابریکه پشمینه پاکی. وفابریکه دومی وجود دارد بنام پشمینه سازی. فابریکه پشمینه‌سازی در طول ۵۰ سال برای اردو افغانستان البسه و کمپل تولید می‌نماید. اداره کمک‌های امریکا به منظور انسجام مالدران تولید کنندگان و تاجرین  کشمیره اولاً اتحادیه کشمیره سازان را ایجاد نمود. افغانستان دارای ۷٫۳ میلون بز بوده که از پشم آن می‌توان ۳۰ فیصد کشمیره بدست آید. درین صورت افغانستان می‌تواند الی ۱۰۰۰ تن کشمیره در سال تولید نماید. در حالیکه بزهای بلجیمی و منگولیائی بیشتر از ۲۵۰ گرام بقطر ۱۴ مایکرون تولید کشمیره را می‌نمایند. نوع بزهای چینائی و منگولیائی  می‌تواند با بزهای مناطق مرکزی افغانستان نسل‌گیری شود. نوع استرالیای و چینائی با بزهای مناطق گرم  افغانستان می‌تواند نسل‌گیری شود. در تمام بزها کرک دیده نمی‌شود بلکه موی است که بنام لشه یاد می‌شود. از کشمیره تکه‌های نرم گرم ومرغوب ساخته می‌شود که معمولاً در سرما پوشیده می‌شود. در آسیا تولیدکننده کشمیره خام کشور  چین و منگولیا  و از تکه کشمیره مرغوب جاپان است.

## مراحل که تکه کشمیره تولید می‌گردد
تهداب کشمیره مرغوب جنس بز است. پس از جنس نرمش، رنگ، قطرالیاف و طول الیاف است. در افغانستان   پاک نمودن کشمیره از گردخاک  و جدا ساختن موی از پشم بمقادیر زیاد توسط فامیل‌های مالداران بادست و شانه صورت می‌گیرد. سپس این پشم شسته می‌شود پس از شسته شدن درجه بندی یا سورت می‌شود. بعداً به فابریکه برده می‌شود یا صادر می‌شود. در صورتی‌که کشمیره درست پاک شسته نشود ودرست صنف بندی نگردددر وجود انسان مرضی بنام اتریکس به وجود می‌آید. که قابل تداوی است.

## اتحادیه کشمیره فروشان افغانستان
بمنظور انسجام کشمیره فروشان در سال ۲۰۱۱ اتحادیه  کشمیره فروشان تشکیل  گردید. این اتحادیه ماه یکبار جلسه می‌نماید. دارای اعضای دایمی و خاص‌اند.

### اعضای دایمی
- وزارت تجارت وصنایع
- وزارت زراعت، آبیاری و مالداری
- وزارت احیا و انکشاف دهات AREDP

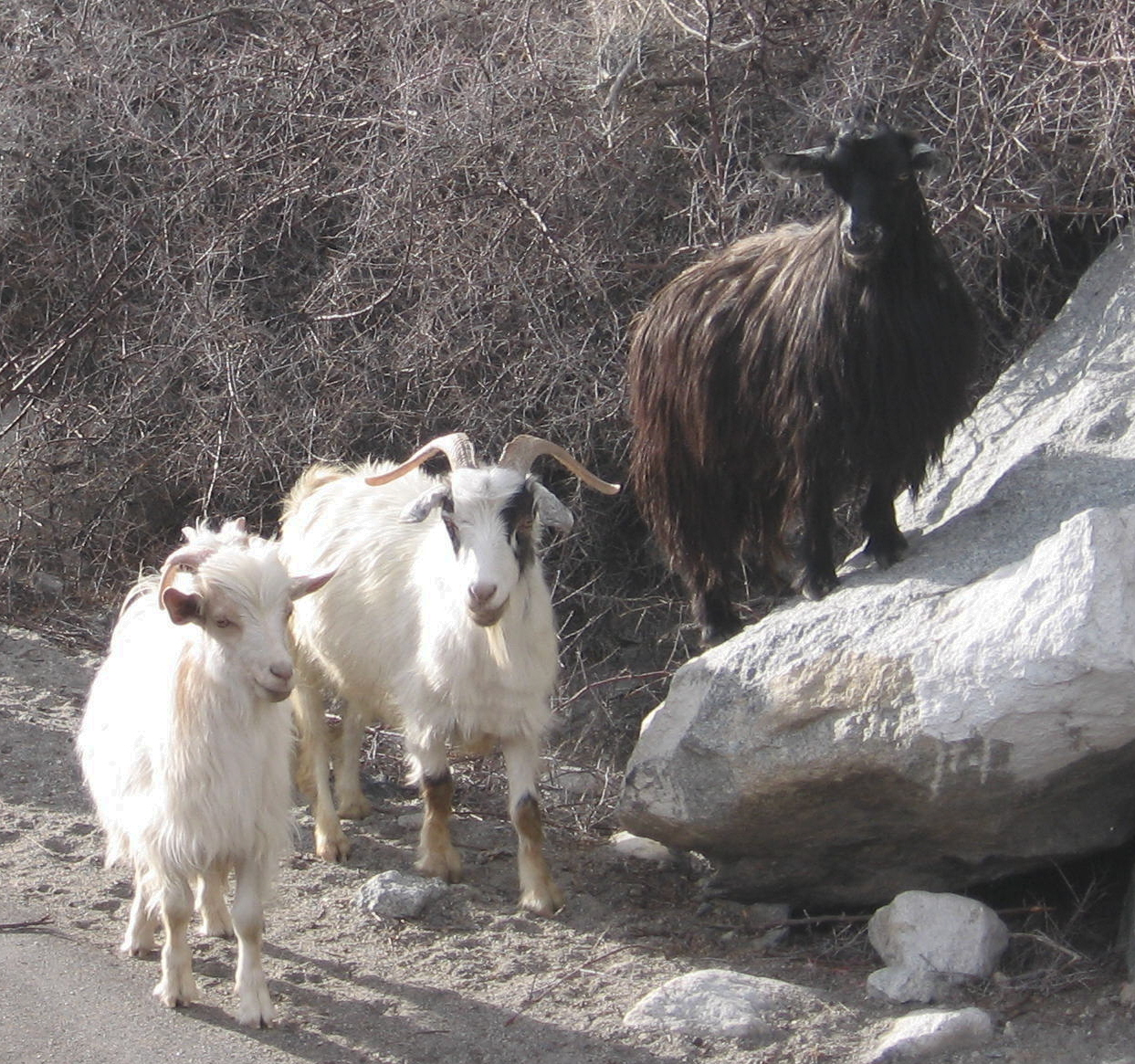
بزهای موی دار بمقدار خیلی کم کشمیره دارند

- ریاست انکشاف صادرات، وزارت تجارت و صنایع
- کمیته محصولات زارعتی اتاق‌های تجارت وصنایع افغانستان
- اداره حمایت از سرمایه‌گذاری افغانستان
- فابریکه پروسس کمشیره و پوستی هراتی

## تاریخچه تولید کشمیره
کوه‌های همالیا یا هندوکش  مادر و مرکز تربیه بزکشمیره است. این نوع بز تولید کشمیره را می‌نماید. بزهای  این کوها طبیعتا به منظور دفاع از سردی و گرم نگاه داشتن بدن  خود این پشم را رشد داده‌است. گویند این صنعت اولاً در منگولیا سپس به آسیای میانه وبعداً توسط قوم سکاها وآریایها به افغانستان وایران الی ترکیه انتقال داده شده‌است. این صنعت دراقوام شمال همالیا وجنوب همالیا رشد نموده‌است. صد سال قبل شال کشمیری در جهان نظیر نداشت. مردم کشمیر کلا بکول پتو و شال خیلی نرم و مرغوب تولید می‌نمودند. زمانی‌که انگلیس‌ها این جسم گرم و نرم را شناختن تجارت آن را به انگلیس آغار نمودندو هکذا با خود انواع خوب این بز به مستعمرات خود استرالیا و غیره جاها  انتقال دادند که تا اکنون تجارت این شغل را می‌نمایند.  بز کشمیره  توسط انگلیس‌ها و اسپانوی‌ها به امریکا وتکزاس  انتقال داده شده‌است. مهم‌ترین تولیدکننده این الیاف چین ۱۰۰۰۰ تن منگولیا ۳۰۰۰ تن در رده دوم قرار دارد.  افغانستان ۱۰۰۰ تن  ایران هند ترکیه بنگله دیش   در ردیف‌های بعدی قرار دارد. بزرگترین تولیدکننده گان تکه کشمیره اسکاتلند ایتالیا و جاپان است. در افغانستان این صنعت بشکل عنعنوی مروج است. در شمال و غرب افغانستان از کشمیره قالین گلم و در جنوب افغانستان از موی وکشمیره نمد می‌سازند که در مقابل نم مقاومت زیاد دارد. در شرق وشمال شرق بخصوص مردم نورستان پنجشیر چترال مردم کلا دستمال گردن شال البسه تولید می‌نمایند. در بامیان و غزنی مردم دستکش چاکت و جراب گرم تولید می‌نمایند.

### اعضای خاص
- شرکت بین‌المللی فایبر کشمیره
- ریاست توسعه صادرات
- نپکوت
- شرکت ترایتیکس
- بانک توسعه آسیایی
- صندوق ابتکارات تجارت افغانستان  (ABIF)
- اداره ملی استندرد افغانستان (انسا)
- اداره انکشاف صادرات کشمش، میوه جات و سبزیجات
- فارم‌های شمالی
- پروژه/ TAFA
- بنیاد آغا خان
- اداره رفاه و انکشاف افغانستان  (WDOA)
- بانک جهانی
- نمایندگی ایالات متحده آمریکا برای انکشاف بین‌المللی/ USAID
- جایکا
- حرکت
- آیساف
- میسفا (Microfinance Investment Support Facility Afghanistan)
- کمیته هالند

بمنظور انسجام کشمیره فروشان در سال ۲۰۱۱ اگروپ کاری یا انجمن   کشمیره فروشان تشکیل  گردید. این اتحادیه ماه یکبار جلسه می‌نماید. دارای اعضای دایمی و خاص‌اند.

## منبع
- کمک‌های اداره همکاری آمریکا برای افغانستان در وبگاه (USAID)
- تشکیل اولین جلسه اتحادیه کشمیره فروشان در وبگاه وزارت تجارت وصنایع
- بز کشمیره و پشمینه ویکی‌پدیا انگلیسی